# Clovia bivittata
Clovia bivittata is een halfvleugelig insect uit de familie Aphrophoridae. De wetenschappelijke naam van deze soort is voor het eerst geldig gepubliceerd in 1920 door Schmidt.